# Alnashetri
Alnashetri (лат.) — род тероподовых динозавров из семейства альваресзаврид, живших во времена позднемеловой эпохи (99,6—93,5 млн лет назад) на территории современной Аргентины. Включает единственный вид — Alnashetri cerropoliciensis.

## История открытия
В 2005 году Питер Маковицки (Peter Makovicky) обнаружил скелет небольшого теропода в каменоломне Ойяда-де-лос-эсфенодонтес (Hoyada de los esfenodontes) местонахождения Ла-Буитрера (провинции Рио-Негро). Это не первая находка тероподового динозавра в регионе. До этого были найдены остатки другого хищного динозавра гиганотозавра. В 2012 году типовой вид Alnashetri cerropoliciensis назвали и описали П. Маковицки, Себастьян Апестегия (Sebastián Apesteguía) и Федерико Джанечини (Federico Gianechini). Родовое название означает «с тонкими бедрами» на южном диалекте языка народа теуэльче, являющихся коренными жителями региона. Видовое название относится к городу Серро-Полисия, недалеко от которого и была сделана находка.
Голотип, MPCA-477, был найден в слоях формации Канделерос, относящейся к верхнему мелу (сеноманский—туронский ярусы; около 97 миллионов лет). Он состоит из сочленённых задних конечностей небольшой особи и включает левую бедренную кость, кости левой и правой голени, малоберцовую кость, обе лодыжки и правую пяточную кость.

## Описание
Alnashetri — небольшой двуногий (по способу передвижения) альваресзаврид, с предполагаемой длиной тела в полметра и массой менее килограмма. У него был клюв с зубами. Питался насекомыми и мясом. Имел два-три пальца на передних конечностях, что не характерно для альваресзаврид.
Таксон отличается от других представителей целурозавров (крупнейшей группы тероподовых динозавров, куда входит семейство альваресзаврид) наличием невысокого гребня, отделяющего ростральную (расположенную ближе к переднему концу тела) поверхность большеберцовой кости от внешней поверхности латеральной лодыжки, а также наличием вентральных выемок (англ. ventral notches) на первой и второй фалангах третьего пальца стопы. Alnashetri также легко отличается от дромеозаврида Buitreraptor — единственный другой известный небольшой теропод из местонахождения Ла-Буитрера.
Авторы описания подчеркивают, основываясь на характеристике лодыжки, что Alnashetri имеет сходство с альваресзавроидами. Если это предположение верно, это делает его старейшим известным альваресзавроидом из Аргентины, на пять-десять миллионов лет старше предыдущих находок.

## Палеоэкология
Палеонтологическая зона Ла-Буитрера включает в себя различные участки, такие как Серро-Полисия, Ла-Буитрера, Ла-Эскондида и Эль-Пуэблито. Этот богатый окаменелостями район содержит в значительной степени позвоночных с неполным ископаемым материалом, в том числе тероподовых динозавров (Buitreraptor, Ekrixinatosaurus и Giganotosaurus), тиреофора (Jakapil), крокодилообразных из семейства Uruguaysuchidae (Araripesuchus buitreraensis), рептилий из отряда клювоголовых (Sphenodontia; Tika giacchinoi и Priosphenodon), змей с конечностями (Najash rionegrina), ящериц из семейства игуановых, змеиношейных черепах (Prochelidella), млекопитающих из надотряда Dryolestoidea (в том числе Cronopio dentiacutus), рыб надотряда двоякодышащих и неописанных птерозавров. Также были зарегистрированы фрагменты скелетов завропод (Andesaurus и Limasaurus) и следы динозавров.